# زلزال (مسرحية)
زلزال مسرحية قطرية تحكي واقع تسلط الأسر الثرية في زواج بناتهم. إنتاج الدار القطرية للإنتاج الفني عام 1988.

## فريق العمل
- سعد الفرج
- غانم السليطي
- عبد العزيز جاسم
- هدية سعيد
- عبير الجندي
- سعد بخيت
- سعيد المناعي
- صلاح الملا
- ناصر محمد
- محمد مفتاح
- نشوان العمري
- عبيد المطروشي
- عبد الرحمن سيد علي